# Sotfärgad myrkardinal
Sotfärgad myrkardinal (Driophlox gutturalis) är en fågel i familjen kardinaler inom ordningen tättingar.

## Utseende
Sotfärgad myrkardinal är en rätt stor och knubbig tangaraliknande kardinal. Hanen är sotgrå med rött på strupen och i en tofs på huvudet. Honan liknar hanen men har något mattare färger. 

## Utbredning och systematik
Fågeln förekommer i nordvästra Colombia, från norra änden av västra Anderna (upper Sinúdalen) österut utmed norra kanten av Anderna och söderut på båda sidor om mellersta Magdalenadalen. Den behandlas som monotypisk, det vill säga att den inte delas in i några underarter.

### Släktestillhörighet
Arten placerades tidigare i Habia. Denna tillhör dock en grupp med fyra arter som inte är nära släkt med typarten för släktet, Habia rubica. Släktet Driophlox har beskrivits för denna klad.

### Familjetillhörighet
Myrkardinalerna placerades tidigare i familjen tangaror (Thraupidae). DNA-studier har dock visat att de egentligen är tunnäbbade kardinaler.

## Levnadssätt
Sotfärgad myrkardinal hittas i låglänta områden upp till cirka 1000 meters höjd. Den ses vanligen i par eller smågrupper i undervegetation i skog, ofta nära vatten. Arten slår ofta följe med kringvandrande artblandade flockar.

## Status och hot
Arten har ett stort utbredningsområde, men tros minska i antal, dock inte tillräckligt kraftigt för att den ska betraktas som hotad. Internationella naturvårdsunionen IUCN listar arten som livskraftig (LC).